# Isabel Luisa de Brandeburgo-Schwedt
Ana Isabel Luisa de Brandeburgo-Schwedt (Schwedt, 22 de abril de 1738-Berlín, 10 de febrero de 1820) fue hija del margrave Federico Guillermo de Brandeburgo-Schwedt y de Sofía Dorotea de Prusia, y una princesa de Prusia por matrimonio.

## Biografía

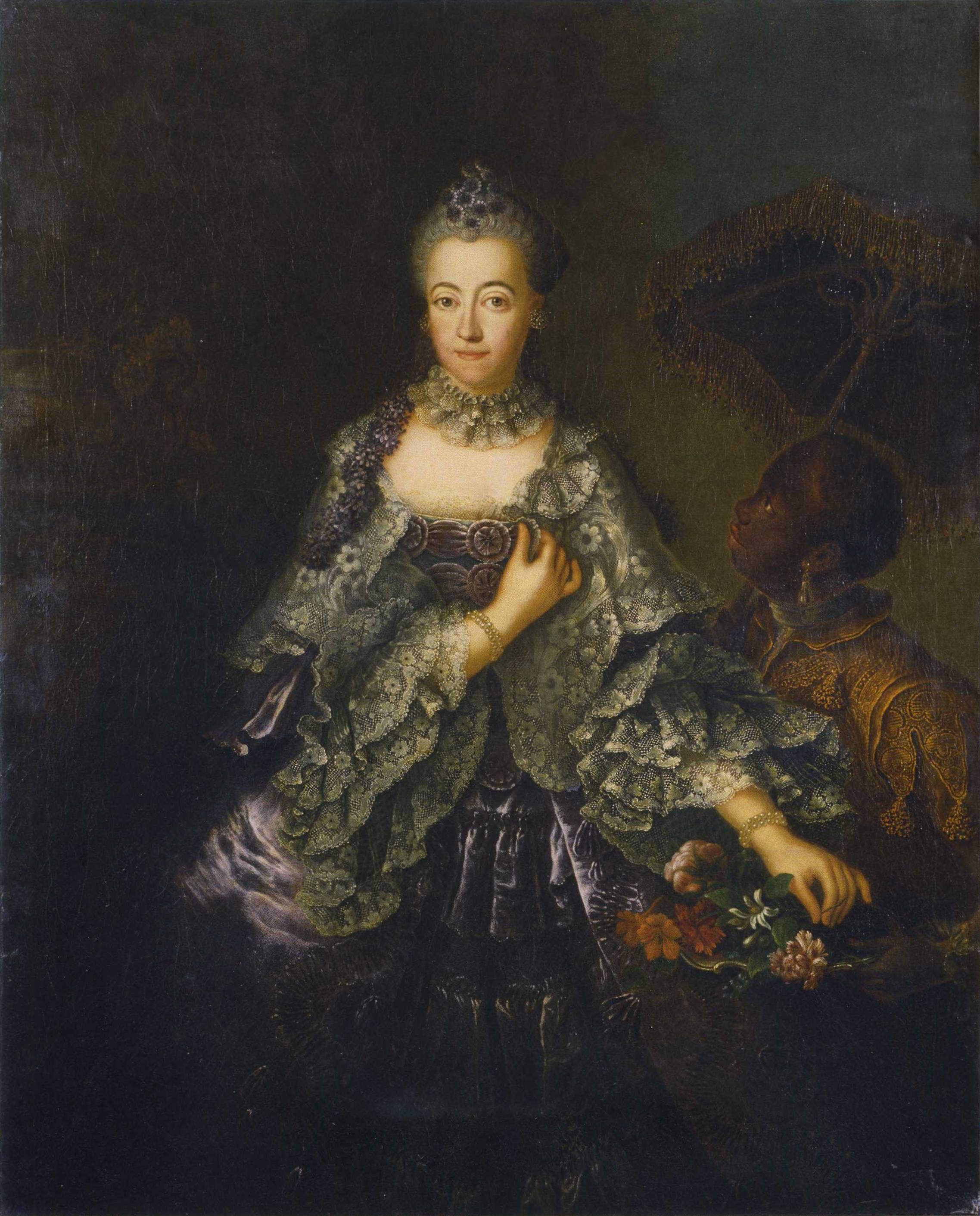
Retrato de Isabel Luisa, en 1756, por Anna Rosina de Gasc.

Isabel Luisa era hija del margrave Federico Guillermo de Brandeburgo-Schwedt y de su esposa, la princesa Sofía Dorotea de Prusia (hija del rey Federico Guillermo I de Prusia y de la reina Sofía Dorotea de Hannover). Sus hermanas fueron Federica, duquesa de Wurtemberg, y Felipa, landgravina de Hesse-Kassel. El 27 de septiembre de 1755, Isabel se casó con su tío, el príncipe Augusto Fernando de Prusia, hermano menor de su madre. Augusto era ocho años mayor que ella y el hijo menor de Federico Guillermo I de Prusia y Sofía Dorotea de Hannover. 
Ambos tuvieron ocho hijos, de los cuales tres murieron en la infancia:
- Federica Isabel Dorotea Enriqueta Amalia (1761-1773).
- Federico Enrique Emilio Carlos (1769-1773).
- Federica Dorotea Luisa Filipina (1770-1836), casada con el príncipe Antoni Radziwiłł.
- Enrique Federico Carlos Luis (1771-1790).
- Federico Luis Cristián (1772-1806).
- Federico Pablo Augusto (1776).
- Federico Guillermo Enrique Augusto (1779-1843).

Isabel fue una de los pocos miembros de la familia real que permanecieron en Berlín durante la ocupación francesa en 1806. Mientras que la mayor parte de la familia real se marchó, al parecer debido a la crítica anti-napoleónica que habían expresado, Isabel se quedó con su esposo, y su cuñada, Guillermina de Hesse-Kassel, a causa de la "avanzada edad" de esta, así como la princesa Augusta de Prusia, que en ese momento estaba embarazada. Su esposo murió 1813 e Isabel le sobrevivió siete años. Fue enterrada en la Catedral de Berlín.